# Conférence de Madrid de 1880
Pour les articles homonymes, voir Conférence de Madrid.
La conférence de Madrid de 1880 donna lieu à des accords signés par le Maroc, sous le règne de Moulay Hassan, et les pays européens, pour renforcer les avantages liés à l'évolution de ces derniers sur le sol marocain et donner un caractère juridique et réglementaire à cette progression.
Seize séances se sont déroulées entre le 19 mai et le 3 juillet 1880 en présence de plénipotentiaires représentant l'Allemagne, l'Autriche-Hongrie, la Belgique, l'Espagne, les États-Unis, la France, la Grande-Bretagne (et le Danemark), l'Italie, le Maroc, les Pays-Bas, le Portugal, la Suède (et la Norvège). Une convention a été adoptée le dernier jour, 3 juillet 1880.
En vertu de ces accords, les pays européens gagnèrent la liberté de posséder des terres et des biens dans l'ensemble du territoire du Maroc.
Dans le cadre de la convoitise progressive des puissances européennes sur le Maroc, la conférence de Madrid marqua l'origine de l'internationalisation de l'affaire marocaine.